# 粉嶺圍

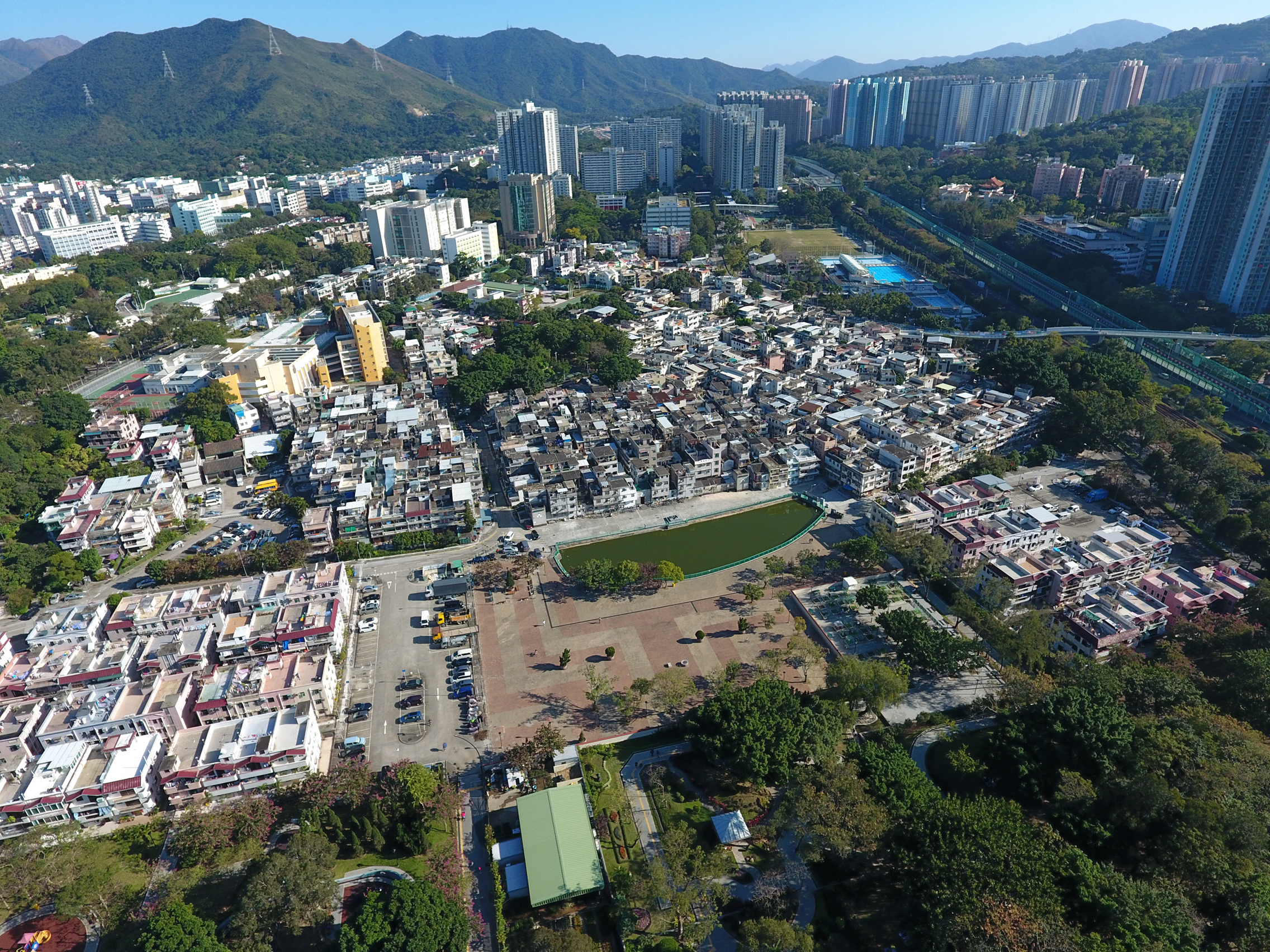
粉嶺圍

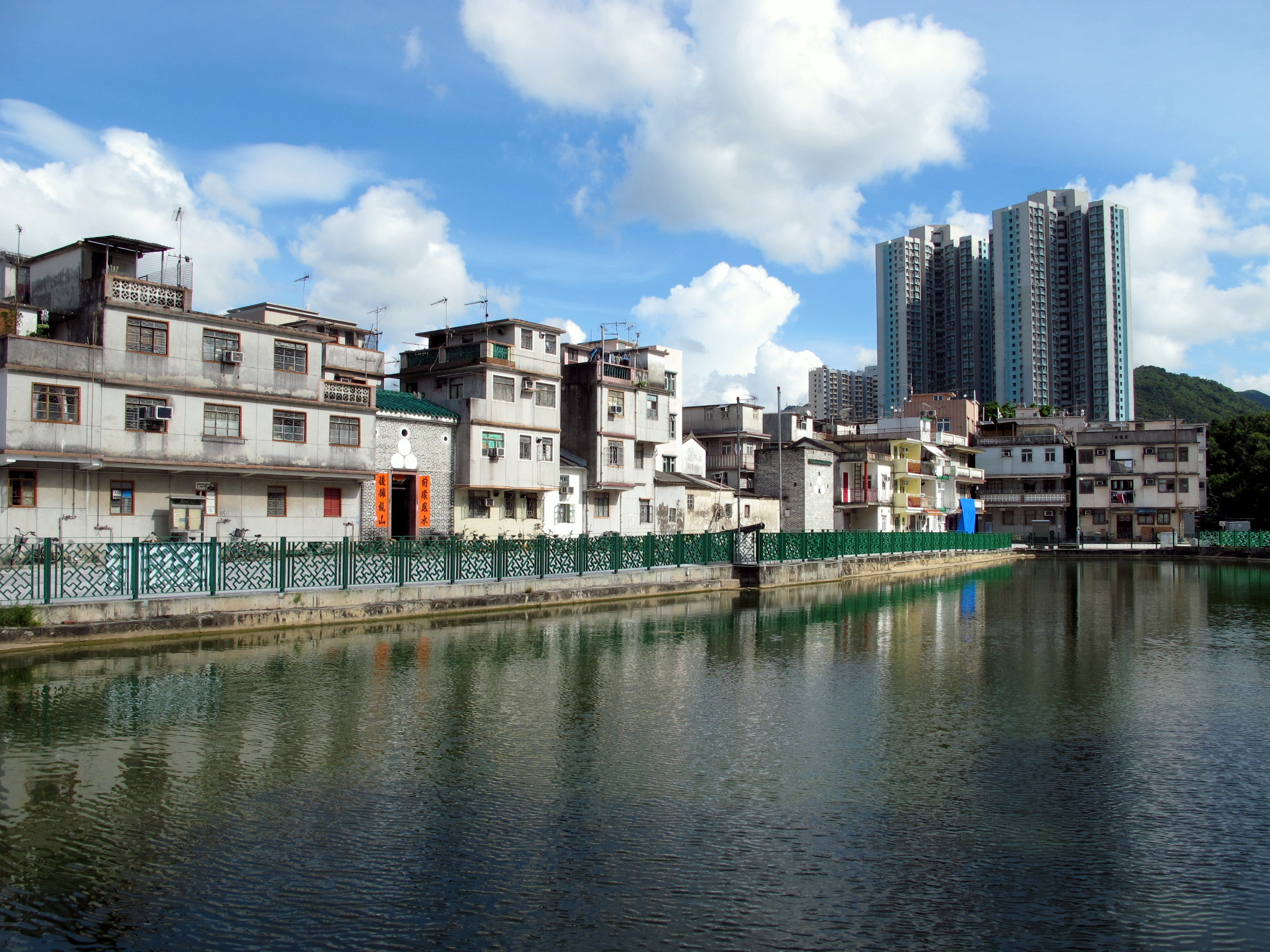
粉嶺圍水中倒影

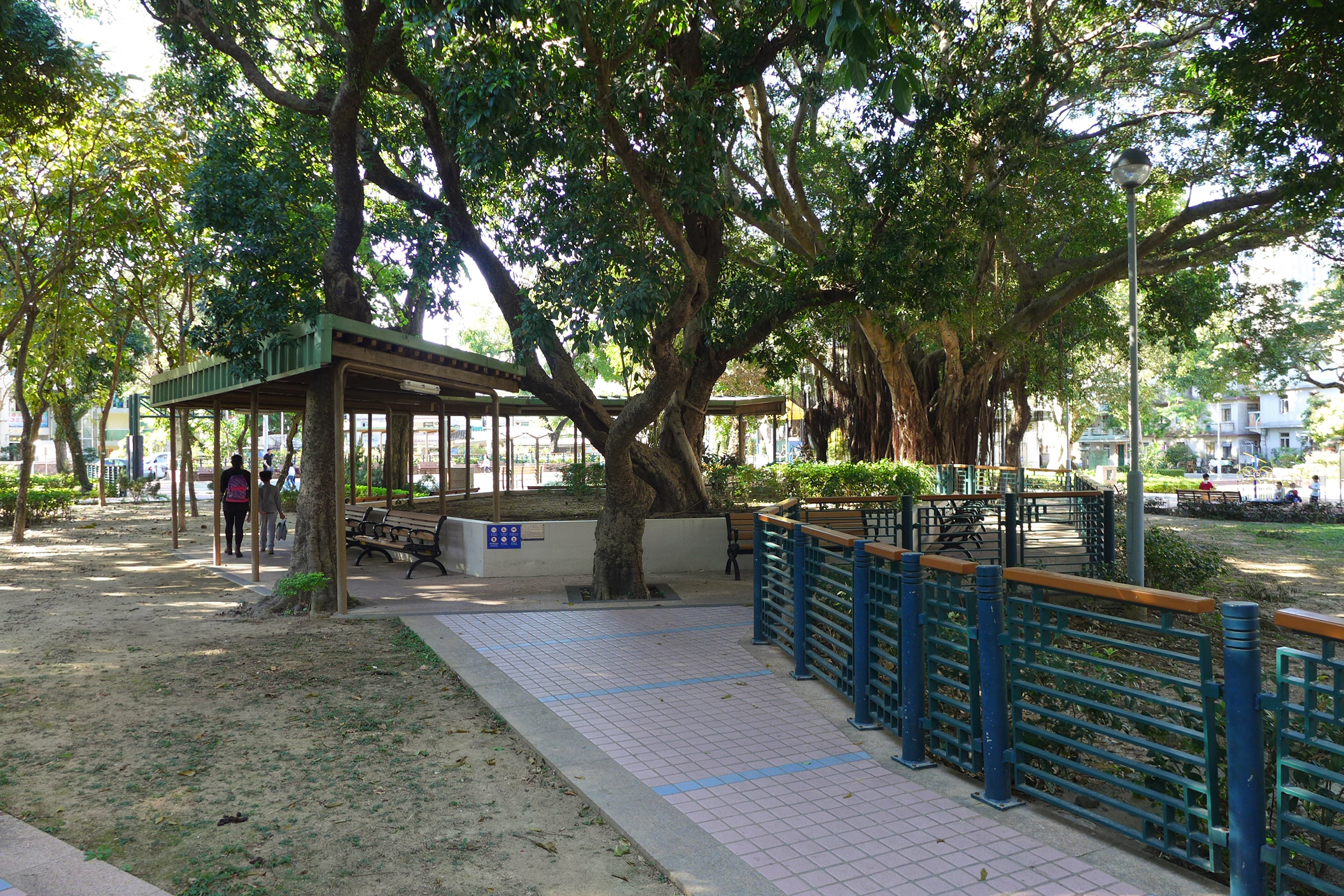
粉嶺圍內的老樹

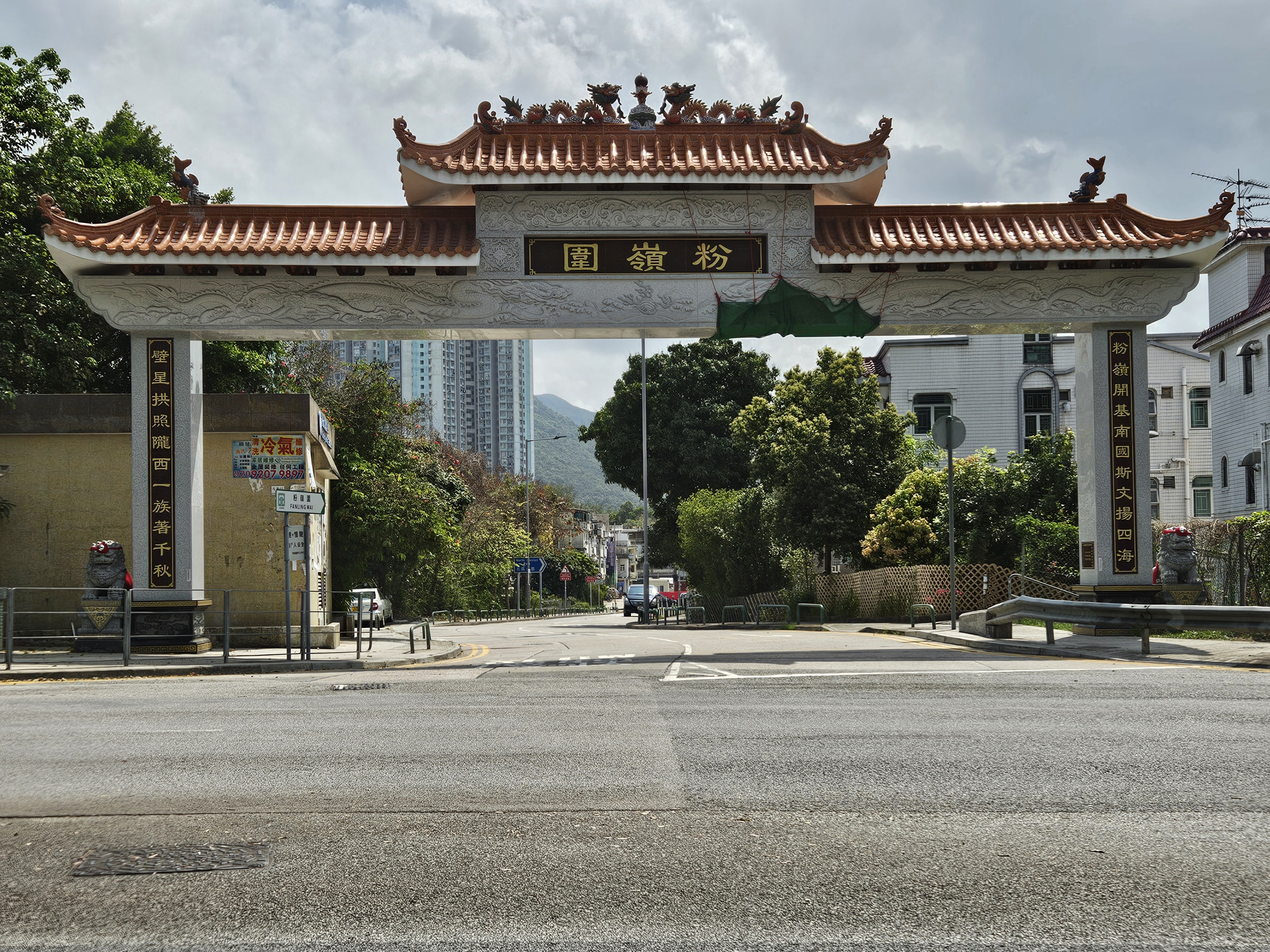
粉嶺圍牌坊

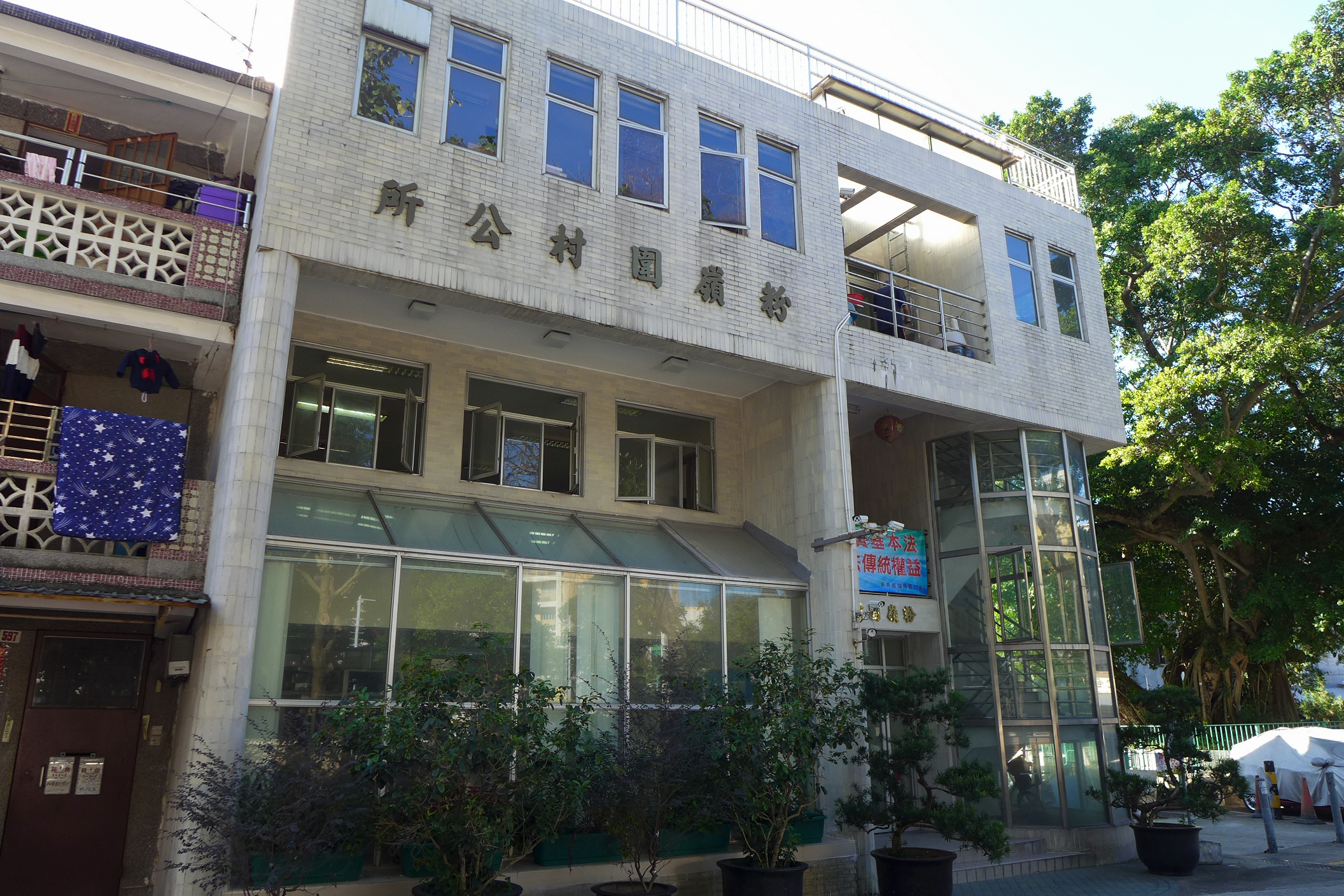
粉嶺圍村公所

粉嶺圍（英語：Fanling Wai）位於香港新界北區粉嶺，毗鄰北區公園，由新界五大家族之一彭氏家族興建，粉嶺圍建於明朝萬曆年間，以別緻的風水魚塘和特別的布局聞名，是香港少數能夠保留古色古香的圍村。粉嶺圍包括正圍、北圍和南圍三條鄉村，不遠處的粉嶺樓和掃管埔村也是粉嶺圍的分支。
粉嶺圍附近建有思德書室和彭氏宗祠，建築古雅，重修後仍保留清代建築的風格，保留的文物甚為豐富。粉嶺圍還有其他的傳統文化，如每十年一次的太平清醮及每年元宵節舉行的太平洪朝。
雖然粉嶺圍規模較其他新界大族爲小，但由於粉嶺圍是五大氏族根據地中唯一位處新市鎮中心的圍村，加上粉嶺圍村民於粉嶺／上水新市鎮發展初期便與香港政府協定將村前土地交予政府發展市鎮公園，而香港政府也遵循地區文化特色將北區公園發展成中式園林公園，並在粉嶺圍周邊保留較低密度的發展規劃，故粉嶺圍的居住環境比香港境內絕大多數村落都要優勝，在保存傳統圍村清幽古樸氛圍的同時，又享有高度便利的交通、社區設施和公共服務。

## 歷史
宋朝末年（1120年至1280年期間），彭氏家族從廣東省潮州府揭阳县遷居扺港，初居於龍山，後遷粉嶺樓，於明朝萬曆（1573-1620年）年間定居粉嶺圍，圍村、風水魚塘和古砲均建於這段時期。彭氏族人仍有散居於掃管埔、蕉徑及大埔區汀角，人數約4600人。

## 結構
現在的粉嶺圍可分三部份，由原來的中心村，開始對外擴展，形成了今日的正圍、南圍和北圍。粉嶺圍外貌呈方形，由高約二丈的圍牆圍繞，以花崗石作為牆基，覆以堅硬的青磚，圍牆上設有炮樓和炮孔，原來的圍牆及壕溝已不留存，只剩下圍門、門樓、兩個碉堡及門前的風水魚塘。圍牆上圍斗有白色成品字形的三顆圓點，據說是為風水而加上的，亦有說為粉嶺彭氏的家族徽號。粉嶺圍興建時已開始挖掘風水魚塘，圍門「前環鳳水 後擁龍山」這句對聯，形容粉嶺圍前呼後擁，有財雄勢大之格局。
在圍門前風水魚塘旁置有三台古砲，相傳建於清康熙初年，因該區以前常有山賊和海盜出沒，所以建炮樓抵禦盜匪。1941年當日軍侵佔香港，村民害怕禍害加身，故將古炮埋在地下，直至1986年才挖出這三台古炮，重新安置。

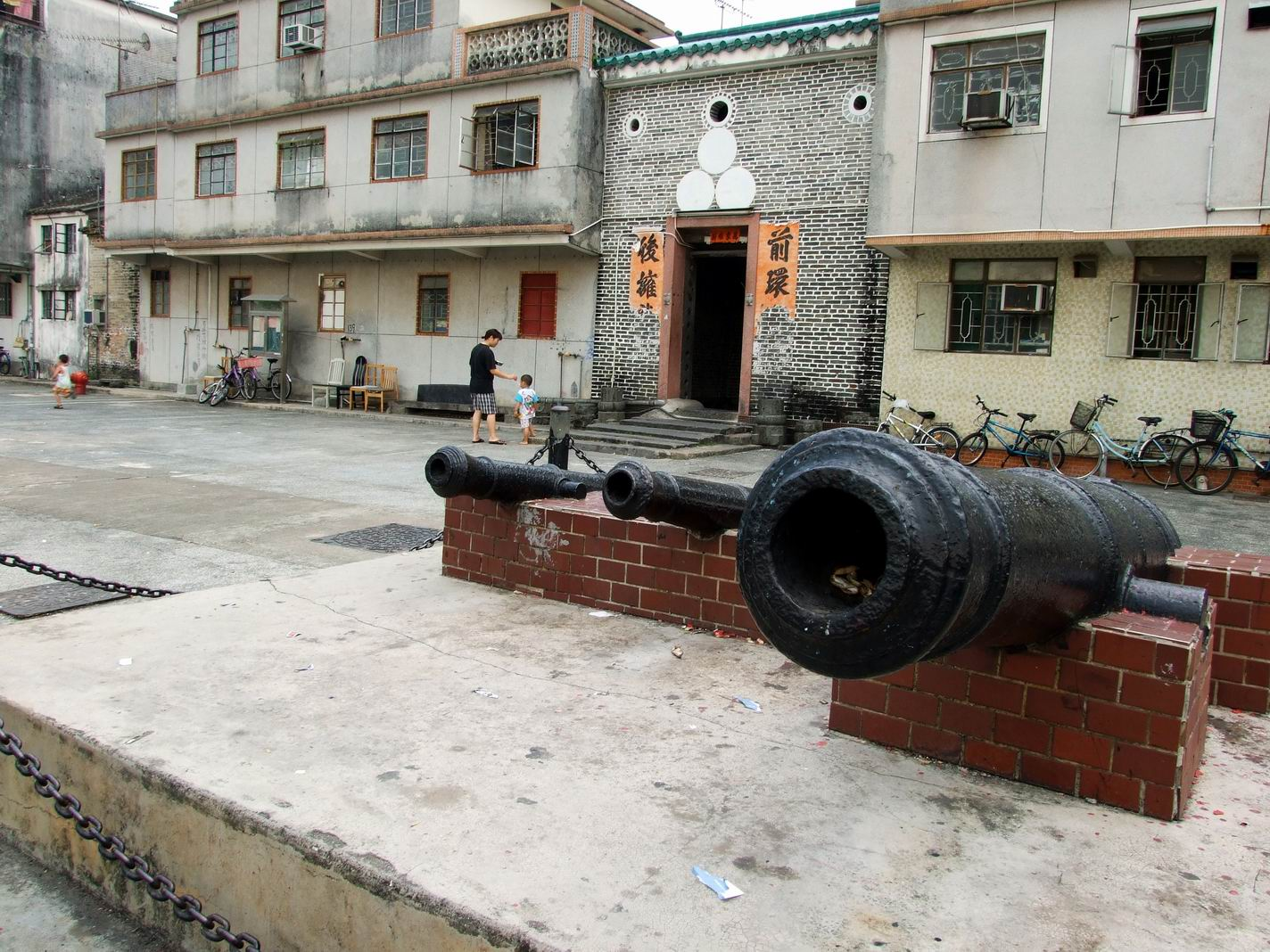
三台古砲
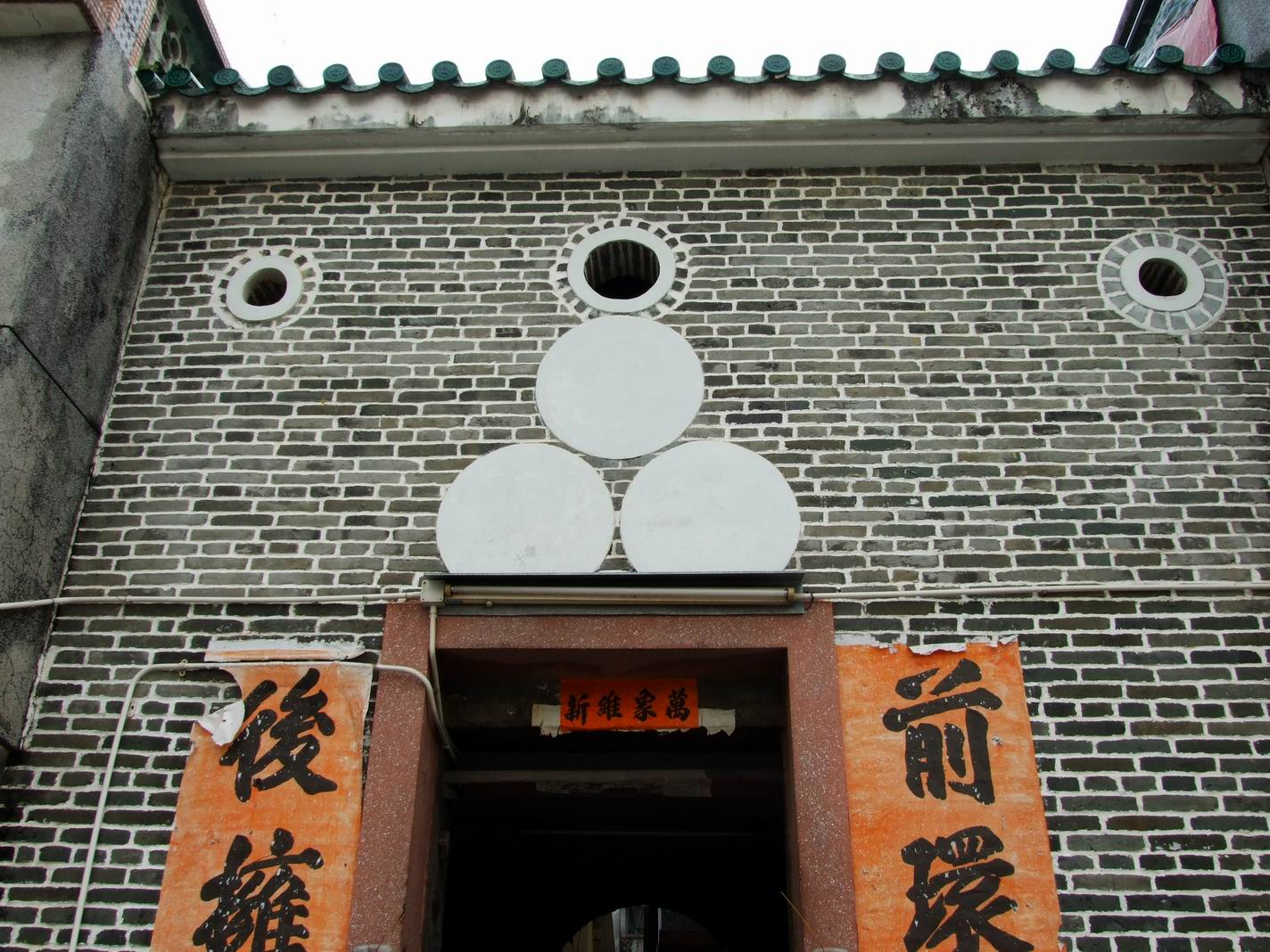
白色成品字形的三顆圓點

## 傳統節慶活動
每年元宵節前後村內會舉行點燈儀式，確實日期擲杯決定。元宵節正日舉行太平洪朝儀式。二月初二於彭氏宗祠舉行春祭（祠祭）。每十年舉行太平清醮，最近一屆為2020庚子年。

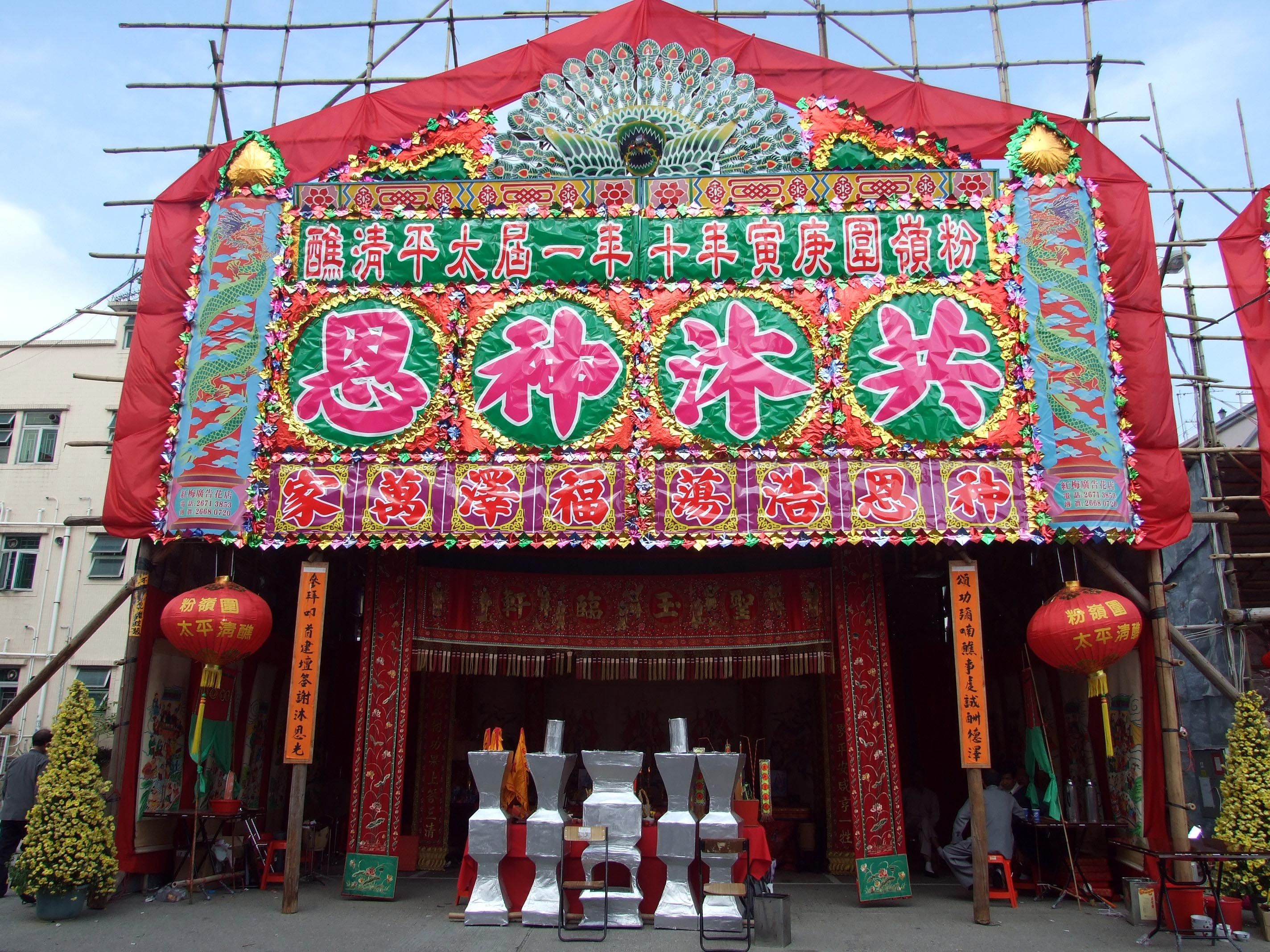
粉嶺圍太平清醮

## 鄉郊代表
- 原居民代表：彭慶培、彭未齊、彭振聲[3]
- 居民代表：彭宏健 (自動當選)

## 外部連結
- 從彭氏古堡宏觀粉嶺圍之今昔 （页面存档备份，存于）
- 粉嶺圍官方網站